# Formiga (futebolista)
Miraildes Maciel Mota, mais conhecida como Formiga (Salvador, 3 de março de 1978), é uma ex-futebolista brasileira que atuava como volante.
Duas vezes vice-campeã olímpica e uma vez vice-campeã mundial de futebol feminino. Atuando como volante e meia, é a única pessoa do mundo a ter participado, como atleta, de 7 Copas do Mundo (incluindo homens e mulheres). Formiga disputou as Copas de 1995, 1999, 2003, 2007, 2011, 2015 e 2019. Formiga também é a única futebolista a ter participado de 7 edições dos Jogos Olímpicos (1996, 2000, 2004, 2008, 2012, 2016 e 2020), também a única presente em todas primeiras sete edições do futebol feminino desde que passou a fazer parte das Olimpíadas.

## Recordes
Em 9 de Junho de 2015, tornou-se a jogadora mais velha a marcar um gol em Copas do Mundo: 37 anos, 3 meses e 6 dias. E a mais velha a participar de uma Copa do Mundo (41 anos na França 2019); das 552 atletas participantes na edição, 150 não tinham nascido quando Formiga disputou sua primeira copa do mundo.
Ainda no mundial na França, tornou-se também o jogador(a) com maior número de participações em Copa, num total de 7.
Em 2021, foi convocada para disputar sua sétima olimpíada. Assim, ultrapassou o espanhol Manuel Estiarte, do polo aquático, e a russa Evgenia Artamonova, do vôlei, que, junto com Formiga, eram os únicos atletas na história dos esportes coletivos a disputar seis edições dos Jogos Olímpicos.
Formiga também alcançou o feito de ser a futebolista, entre masculino e feminino, com maior número de jogos pela Seleção Brasileira, segundo dados da CBF. Ao todo, ela jogou 160 partidas pelo Brasil, ultrapassando o lateral Cafu.

## Biografia
Miraildes Mota, nascida em Salvador, Bahia, desde cedo demonstrou sua paixão pelo futebol, improvisando bolas com a cabeça das bonecas que possuía.  Mesmo enfrentando preconceito, inclusive em casa, onde seu irmão não queria que jogasse com os meninos e a agredia caso o contrariasse, ela persistiu. Sua mãe, Celeste, foi um apoio crucial, fornecendo o dinheiro para que pudesse frequentar a escolinha de futebol, garantindo assim sua jornada na busca por um lugar no esporte.
O apelido Formiga surgiu quando ela tinha entre os 10 e 14 anos, muito antes de atingir a altura de 1,62 metro. Foi um torcedor, durante um momento em que a garota parecia uma pequena formiga jogando futebol com meninos mais velhos.
Começou no esporte aos 12 anos, quando percebeu ter muito talento para o futebol. A partir daí, seguiu na carreira esportiva. Tem Dunga como exemplo de jogador e, quando não está no futebol, pratica capoeira. Depois de Atenas 2004, saiu do Santa Isabel de Minas Gerais e passou a jogar no Malmö FF Dam (atualmente FC Rosengård) da Suécia. Em 3 de janeiro de 2012 foi anunciada sua contratação para jogar no time feminino do América de Natal. Após curta passagem no América, tendo sido campeã potiguar pelo clube, voltou para o São José, onde liderou a equipe para o tricampeonato da Copa Libertadores de Futebol Feminino e bicampeonato da Copa do Brasil. Aos 38 anos, foi anunciada como jogadora do Paris Saint-Germain, onde jogou entre os anos de 2017 e 2021.
Encerrou sua carreira no futebol profissional aos 44 anos no São Paulo, em dezembro de 2022.

### Jogos Olímpicos
Participou dos Jogos Olímpicos de Atlanta 1996, Sydney 2000, Atenas 2004, Pequim 2008, Londres 2012, Rio 2016 e Tóquio 2020, sendo a única jogadora de futebol do mundo a ter participado de sete Olimpíadas e a única que disputa a modalidade desde que foi inserido nos Jogos. Formiga conquistou essa marca inédita ao entrar em campo contra a equipe da China na estreia do Brasil nos Jogos do Rio 2016. Em 2021 Formiga também quebrou o recorde de jogadora de futebol (masculino e feminino) mais velha a participar das Olimpíadas, com 43 anos de idade. O recorde anterior era da também brasileira Meg. Em Atenas e Pequim integrou a equipe que conquistou as duas medalhas de prata do futebol feminino brasileiro.

### Jogos Pan-Americanos
Nos Jogos Pan-Americanos, foi ouro em Santo Domingo 2003, Rio 2007 e em Toronto 2015, e prata em Guadalajara 2011.
Nos Jogos Pan-Americanos de 2015, foi a porta bandeira do Brasil na cerimônia de encerramento.

### Copa do Mundo
Participou de sete Copas do Mundo: Suécia 1995, Estados Unidos 1999 , Estados Unidos 2003, China 2007, Alemanha 2011, Canadá 2015 e França 2019. Com isso, ela é a única pessoa do mundo a ter participado, como atleta, de 7 Copas do Mundo (incluindo homens e mulheres). É a segunda atleta com maior participação em jogos de Mundiais, com 27 partidas, logo atrás apenas da norte-americana Kristine Lilly, que disputou 30 jogos. 

### Sul-Americano
Participou do título do Campeonato Sul-Americano de 2010.

### Fut7
Em 2023, participou da Copa do Mundo de Fut7 Feminina, realizada no México, competição na qual foi vice-campeã.

## Vida pessoal
Formiga assumiu namoro com Erica Jesus por volta de 2019 e casaram-se em 2023. As duas se conhecem desde os anos 90.

## Títulos
São Paulo
- Campeonato Paulista de Futebol Feminino: 1997, 1999
- Taça Brasil de Futebol Feminino: 1997

Botucatu
- Campeonato Paulista de Futebol Feminino: 2008

America de Natal
- Campeonato Potiguar de Futebol Feminino: 2012

São José
- Copa Libertadores da América de Futebol Feminino: 2011, 2013, 2014
- Copa do Brasil de Futebol Feminino: 2012, 2013
- Copa do Mundo de Clubes de Futebol Feminino: 2014
- Campeonato Paulista de Futebol Feminino: 2012, 2014, 2015

Paris Saint-Germain
- Campeonato Francês de Futebol Feminino: 2020–21
- Copa da França de Futebol Feminino: 2017–18

Seleção Brasileira
- Jogos Pan-americanos: 2003, 2007, 2015
- Copa América Feminina: 1995, 1998, 2003, 2010, 2014, 2018

### Campanhas de Destaque
- Vice-campeã - Copa do Mundo de Futebol Feminino: 2007
- Vice-campeã - Jogos Pan-americanos: 2011
- Vice-campeã - Liga dos Campeões da UEFA: 2016–17[29]

### Conquistas Individuais
- Bola de Prata 2016 - Destaque Futebol Feminino

## Homenagem
- 2015 - Homenageada pelo Museu do Futebol no projeto Visibilidade para o Futebol Feminino. Apesar de já fazer parte do acervo do museu desde sua abertura, em 2008, na Sala das Copas do Mundo, e na Sala Números e Curiosidades, Formiga foi a primeira jogadora, junto com Marta, a integrar a Sala Anjos Barrocos, que até então era exclusiva de jogadores homens.
- 2018 - Homenageada pelo cartunista Mauricio de Sousa com uma personagem para integrar a Turma da Mônica. Sua personagem fará parte da série "Donas da Rua da História", que reúnem de desenhos que enaltece mulheres importantes que marcaram época.[30]